# Firmin Massot

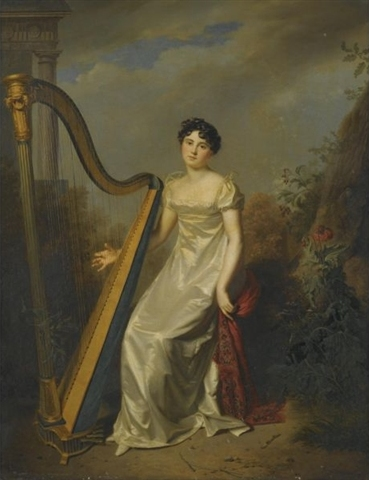
Retrato de mujer con vestido blanco y sentada junto a un arpa, con un paisaje de fondo (¿Marquesa de Chamillard?)

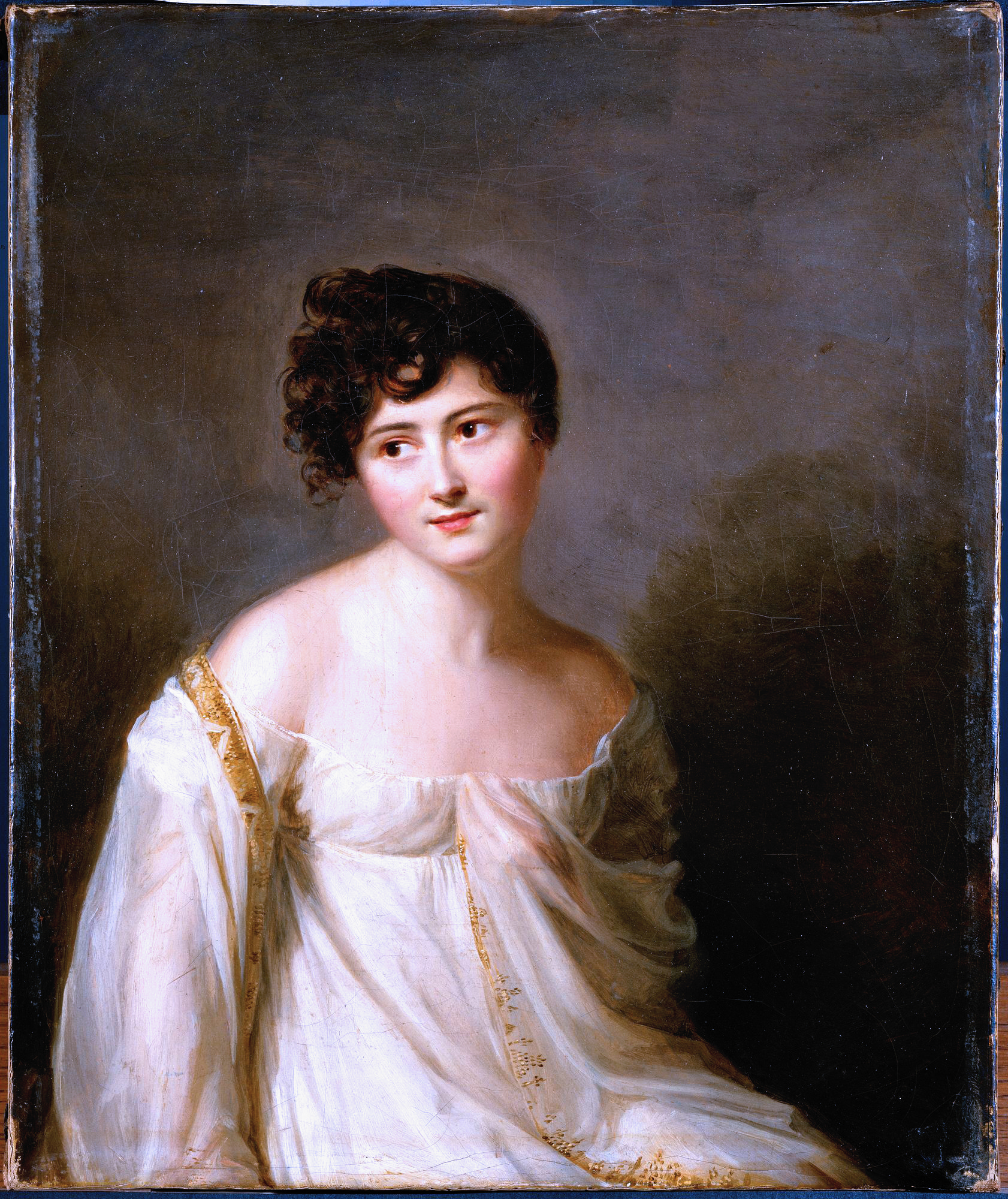
Firmin Massot, Retrato de Juliette Récamier, 1807, Museo de Bellas Artes de Lyon

Firmin Massot (Ginebra, 5 de mayo de 1766- Ginebra, 16 de mayo de 1849) fue un pintor retratista y de género.

## Biografía y trayectoria profesional
Firmin Massot es el cuarto hijo de André Massot, maestro relojero y comerciante, relojero y de Marie-Catherine, de soltera, Boisdechêne. Su hermana mayor Jeanne-Pernette Schenker-Massot, fue una miniaturista y su primera maestra. Su abuelo, Jean Massot, según Champagne, contribuyó al éxito de Jean Dassier, grabador y medallista de Ginebra.
Fue alumno de Jacques Cassin y Georges Vannières en la Sociedad de las artes de Ginebra, después de Louis-Ami Arlaud-Jurine y Jean-Étienne Liotard. Expuso en el 1er Salón de Ginebra de 1789 un Estudio según naturaleza. Recibió el Grand Prix d'après nature otorgado por la Société des Arts en 1790. Hasta 1819, pintó numerosos cuadros en colaboración con su amigo el pintor paisajista Wolfgang Adam Toepffer y el pintor Jacques-Laurent Agasse. Ejecutadas para clientes ricos, estas obras conjuntas muestran personajes pintados por Massot sobre un fondo de paisaje, junto a sus animales favoritos. Se inspiraron en maestros ingleses del XVIII.
En 1795, se casó en Ginebra con Anne-Louise Mégevand y tuvieron tres niños.
En 1799, fue nombrado Director de las Escuelas de dibujo de la ciudad de Ginebra. En 1800, fue elegido miembro ordinario de la Sociedad de las artes de Ginebra. Massot conoció gran éxito durante su vida. Sus retratos tienen reputación de ser realistas y de gran habilidad técnica. Es uno de los principales representantes de la Escuela de Pintura de Ginebra.
Dio cursos privados, sobre todo a Nancy Mérienne y Amélie Munier-Romilly.
Se acercó en 1807 al París de François Gérard, Jean-Baptiste Isabey y Jules-César-Denis van Loo. En 1812, en Lyon, coincidió con Fleury François Richard que está igualmente en Aix-les-Bains en 1813, en compañía de Antoine Duclaux. En Londres, de junio de 1819 a abril de 1829, se alió con Thomas Lawrence.
Pintados o dibujados, los retratos de Massot raramente están firmados. Se conservan principalmente en museos de Europa y Estados Unidos. Aproximadamente doscientas cincuenta obras están clasificadas[réf. [cita requerida].

## Exposiciones
Expuso una obra en el primer Salón de Ginebra en 1789. Después, participó regularmente en los Salones organizados por la Sociedad de las artes de Ginebra. Expuso igualmente en Londres (1830, 1836) y Lyon (1833). La Sociedad de las artes de Ginebra le dedicó una exposición en 1860, al igual que el Museo de arte y de historia de Ginebra en 1927, 1949 y en 1999.

## Colecciones públicas
- El Museo de arte y de historia de Ginebra posee una veintena de sus retratos, varios de ellos realizados en colaboración con Jacques-Laurent Agasse y Wolfgang Adam Toepffer.[5]
- En Londres hay obras en el Museo Británico y en el Instituto de Arte Courtauld.

## Obras en colecciones públicas
- Señora de Staël, Museo histórico de Lausana
- Señora Récamier, Museo de Bellas Artes de Lyon
- Albert de Staël, Museo del castillo de Coppet
- Benjamin Constante, Museo del castillo de Coppet
- Señora de Staël, Museo del castillo de Coppet
- La Emperatriz Joséphine en pie, Museo del Hermitage
- La Emperatriz Joséphine en buste, Museo nacional de los castillos de Malmaison y Bosques-Préau
- Jacques-Laurent Agasse, Museo Oskar Reinhart « Am Stadtgarten », Winterthour
- El Rey Jérôme Bonaparte, The Maryland Historical Society, Baltimore
- El Bailli bernois Ludwig von Büren y su familia ante el castillo de Lausana, Museo de historia de Berna (con Agasse y Töpffer)

## Posteridad
Una calle de Ginebra lleva su nombre, la Calle Firmin Massot.